# Борзуновка
Борзуно́вка — деревня в Кожевниковском районе Томской области, Россия. Входит в состав Малиновского сельского поселения.

## География
Деревня протянулась вдоль правого берега реки Уртамка. На противоположном берегу лежит деревня Верхняя Уртамка. Чуть восточнее находится пруд Сараинка. Расстояние до центра поселения — около 5 км на юго-восток.

## История
Основана в 1900-х годах семьёй Борзуновых — выходцами из Витебской губернии и из-под Сумов.

## Население
| 2002 | 2010 | 2012 | 2013 | 2014 | 2015 | 2021 |
| ---- | ---- | ---- | ---- | ---- | ---- | ---- |
| 320  | ↘216 | ↘208 | ↘188 | ↘179 | ↘171 | ↗187 |

## Социальная сфера и экономика
В деревне работают фельдшерско-акушерский пункт, библиотека, основная общеобразовательная школа.
Основу местной экономической жизни составляют сельское хозяйство и розничная торговля.